# Graeme Rutjes
Graeme Wayne Rutjes (* 26. März 1960 in Sydney, Australien) ist ein ehemaliger niederländischer Fußballspieler.
Sein Profi-Debüt gab der Defensivspieler im Jahre 1980 bei Excelsior Rotterdam. 1985 wechselte er nach Belgien zum KV Mechelen. Mit Mechelen wurde er 1988 belgischer Meister und gewann den Europapokal der Pokalsieger. 1990 wechselte er innerhalb der Liga zu RSC Anderlecht. Mit Anderlecht wurde er viermal belgischer Meister und einmal belgischer Pokalsieger. 1996 beendete er seine Karriere.
Für die niederländische Nationalmannschaft spielte er 13 Mal. Er gehörte zum Oranje-Aufgebot bei der WM 1990 in Italien.
Von 2011 bis Januar 2014 saß Rutjes im Aufsichtsrat von Feyenoord Rotterdam. Bis zu seinem Rücktritt am 10. Februar 2015 war er im Anschluss Technischer Direktor beim NAC Breda.